# ليمويا جوديباي
ليمويا جوديباي (بالفرنسية: Lemouya Goudiaby)‏ (9 يناير 1997 في السنغال - ) هو لاعب كرة قدم سنغالي في مركز الوسط. لعب مع نادي ميتز.

## روابط خارجية
- ليمويا جوديباي على موقع رابطة كرة القدم الفرنسية للمحترفين (الإنجليزية)
- ليمويا جوديباي على موقع قاعدة بيانات كرة القدم.إي يو (الإنجليزية)
- ليمويا جوديباي على موقع Soccerway.com (الإنجليزية)
- ليمويا جوديباي على موقع عالم كرة القدم.نت (الإنجليزية)